# Wiktor Czermak
Wiktor Czermak (ur. 10 sierpnia 1863 w Janowie k. Lwowa, zm. 14 marca 1913 w Krakowie) – polski historyk, profesor Uniwersytetu Jagiellońskiego.

## Życiorys
Był synem Edwarda (starosty obwodu drohobyckiego) i Karoliny z domu Golik. Uczęszczał do szkoły powszechnej w Drohobyczu i gimnazjum we Lwowie; w latach 1882–1887 studiował historię na Uniwersytecie Lwowskim, m.in. pod kierunkiem Ksawerego Liskego. Na podstawie pracy Sprawa Lubomirskiego w roku 1664 obronił na Uniwersytecie Lwowskim doktorat (1887). W latach 1889–1891 prowadził badania naukowe w archiwach w Berlinie, Rzymie i Wenecji. Od 1891 był związany z UJ. Początkowo kierował Biblioteką Seminarium Historycznego (1891–1897), w 1895 obronił Pracę habilitacyjną Plany wojny tureckiej Władysława IV i został docentem w Katedrze Historii Powszechnej; od 1899 był profesorem nadzwyczajnym i kierownikiem Katedry Historii Austrii (do 1904), następnie kierownikiem Katedry Historii Polski (1904-1910), profesorem zwyczajnym (1906). Od 1891 pracował również w Akademii Umiejętności jako adiunkt; w 1892 został członkiem Komisji Historycznej AU (był sekretarzem Komisji w latach 1898-1910), w 1902 członkiem korespondentem Akademii. Kierował Powszechnymi Wykładami Uniwersyteckimi przy UJ, organizował kursy wakacyjne dla nauczycieli przy wsparciu „Macierzy Polskiej”. W ostatnich latach życia wiele aktywności poświęcił działalności społecznej na rzecz studentów.
Zajmował się historią nowożytną powszechną, historią polityczną Polski XVII wieku, edytorstwem. W ośrodku krakowskim zainicjował regularne badania nad stosunkami polsko-szwedzkimi w XVII i XVIII wieku. Dokonał krytycznej analizy korespondencji króla Jana III Sobieskiego do Marii Kazimiery oraz korespondencji Marii Leszczyńskiej. Zajmował się sprawą równouprawnienia schizmatyków na Litwie w XV i XVI wieku. Opracował historię Polski do X wieku dla wydawnictwa Dzieje powszechne ilustrowane (1905), interesował się dziejami UJ. Przygotował wydania wielu dzieł historycznych, m.in. Polonia... Marcina Kromera (1901). Pochowany na cmentarzu Rakowickim w Krakowie.

## Uczniowie
Do grona uczniów Wiktora Czermaka należeli min.: Leon Białkowski, Oskar Halecki, Roman Grodecki, Tadeusz Stanisław Grabowski, Z. Lisowski.

## Najważniejsze z ogłoszonych publikacji
- Przeprawa Czarnieckiego na wyspę Alsen (1884)
- Szczęśliwy rok. Dzieje wojny moskiewsko-polskiej w roku 1660 (1886-1889)
- Polska, Francja i Szwecja XVII i XVIII wieku (1887)
- Francja i Polska w XVII i XVIII wieku (1889)
- Próba naprawy Rzeczypospolitej za Jana Kazimierza (1891)
- Ostatnie lata Jana Kazimierza (1892)
- Z czasów Jana Kazimierza (1893)
- Uniwersytet Jagielloński w czterech ostatnich wiekach (1900)
- Studia historyczne (1901)